# Љубодраг Петровић
Љубодраг Петровић (Каоник, 1933 – Београд, 11. децембар 2010) био је српски свештеник, протојереј-ставрофор Српске православне цркве и старешина Храма Светог Александра Невског на Дорћолу.

## Биографија
Рођен је 1933. године у крушевачком селу Каоник, као син Владимира и Радојке. Завршио је Призренску богословију 1952. године и уписао Богословски факултет у Београду. Из времена у богословији, познавао је будућег српског патријарха Иринеја.
Од 1969. до 1979. године је био свештеник при Храму Светог Саве у Београду, а потом је постављен за старешину Храма Светог Александра Невског на Дорћолу. При храму је 1985. године основао Мисионарску школу. Међу првим полазницима школе били супублицисти Небојша Крстић и др Владимир Димитријевић.
Пензионисан је 1998. године на своју молбу, али је наставио да се бави мисионарском и свештеничком службом. По пензионисању је именован за секретара Верског добротворног старатељства Архиепископије београдско-карловачке. Повремено је служио и при Онколошкој клиници, али и манастиру Ваведења Пресвете Богородице на Сењаку.
Министарство просвете Републике Србије му је 2006. године доделило Светосавску награду. Одлуком Светог архијерејског синода Српске православне цркве од 22. јула 2010. године, одликован је Орденом Светог Саве, а одликовање му је уручио патријарх српски Иринеј.
Преминуо је 11. децембра 2010. године. Опелу у Храму Светог Александра Невског служили су патријарх српски Иринеј и викарни епископ Атанасије. Сахрањен је 14. децембра на Новом гробљу у Београду.

## Награде и признања
- Грамата патријарха московског и сверуског Алексија;
- Светосавска награда (2006);
- Орден Светог Саве (22. јул 2010).